# Municipi de Billund
El municipi de Billund és un municipi danès que va ser creat l'1 de gener del 2007 com a part de la Reforma Municipal Danesa, integrant els antics municipis de Billund i Grindsted. El municipi és situat al sud de la península de Jutlàndia, a la Regió de Syddanmark, abastant una superfície de 536 km². Forma part de la Regió metropolitana de l'est de Jutlàndia. El municipi és una destinació turística important gràcies al parc Legoland que hi ha al seu territori.
La ciutat més important i seu administrativa del municipi és Grindsted (9.567 habitants el 2009). Altres poblacions del municipi:
- Billund
- Filskov
- Hejnsvig
- Stenderup-Krogager
- Sønder Omme
- Vorbasse
- Vesterhede

## Consell municipal
Resultats de les eleccions del 18 de novembre del 2009:
| Partit                      | vots | % vots |
| --------------------------- | ---- | ------ |
| Socialdemokratiet           | 3262 | 24,5   |
| Det Radikale Venstre        | 594  | 4,5    |
| Det Konservative Folkeparti | 1653 | 12,4   |
| Socialistisk Folkeparti     | 1474 | 11,1   |
| Kristendemokraterne         | 145  | 1,1    |
| Dansk Folkeparti            | 1082 | 8,1    |
| Venstre                     | 5108 | 38,4   |

### Alcaldes
| Alcalde       | Període               | Partit  |
| ------------- | --------------------- | ------- |
| Ib Kristensen | 1-1-2007 a 31-12-2009 | Venstre |
|               | 1-1-2010 a 31-12-2013 |         |